# Smolina
Smolina – osada w Polsce położona w województwie wielkopolskim, w powiecie tureckim, w gminie Brudzew, od 1997 roku wchodząca w skład sołectwa Brudzyń (wcześniej Smolina należała do obrędu ewidencyjnego Chrząblice).

## Historia
Na początku XIX wieku folwark Smolina, wchodzący w skład folwarku Brudzyń, miał powierzchnię 1714 mórg.
W latach 1975–1998 miejscowość administracyjnie należała do województwa konińskiego.